# Ortrud von der Recke
Ortrud Baronin von der Recke (* 17. Januar 1916 in Riga, als Ortrud Benita Hach; † 31. März 2000 in München) war eine deutsche Adelige und Filmdarstellerin.

## Leben
Ortrud von der Recke, geborene Hach, stammte aus dem Baltikum; sie gehörte der Volksgruppe der Deutsch-Balten an. 1938 heiratete sie in Riga in erster Ehe Alexander Jeannot Franz Adam Leon Baron von Koskull (* 1904 in Adsirn, Gemeinde Kandau, Kreis Talsen). Aus der Ehe gingen zwei Töchter (* 1939 und * 1941) hervor. Im Zuge der Umsiedlung der Deutsch-Balten im Rahmen der sog. „Heim ins Reich“-Politik kam sie während des Zweiten Weltkrieges in den damaligen „Reichsgau Wartheland“. Gegen Ende des Zweiten Weltkrieges flüchtete sie mit einem Treck von Vertriebenen nach Bayern, wo sie dann bis zu ihrem Tode lebte. 
Ihre erste Ehe wurde im September 1947 in München geschieden; ihr erster Mann lebte nach dem Krieg später im Rheinland und war als Bankbeamter und Landwirt tätig. In zweiter Ehe heiratete sie im März 1950 in Aßling/Oberbayern den Deutsch-Balten Karl (Carl) Leo Eugen Baron von der Recke (* 1912 in Riga). Ihre zweite Ehe wurde im Dezember 1954 in München ebenfalls geschieden. Sie trug von da an den Namen Ortrud von der Recke. Sie lebte im Münchner Stadtteil Bogenhausen, wo sie u. a. als Bridge-Lehrerin tätig war. 
Ortrud von der Recke war eine der Hauptdarstellerinnen in Peter Schamonis Filmkomödie Schloß Königswald. Sie spielte die Gräfin Woronzoff, die zusammen mit sieben weiteren adligen Damen und einer Zofe in einem alten Schloss auf das Ende des Zweiten Weltkrieges wartet.
Gemeinsam mit den weiteren Hauptdarstellerinnen Camilla Horn, Marika Rökk, Marianne Hoppe, Carola Höhn, Rose Renée Roth und Fee von Reichlin erhielt sie für ihre Rolle 1987 den Darstellerpreis beim Bayerischen Filmpreis.
Ortrud von der Recke starb im März 2000 im Alter von 84 Jahren in München.

## Filmografie
- 1987: Schloß Königswald